# Клодава
Клодава (пољ. Kłodawa) град је у Пољској у Војводству великопољском. По подацима из 2012. године број становника у месту је био 6776.

## Становништво
| 2012. |
| ----- |
| 6.776 |